# Frankfurt-Rödelheim (stacja kolejowa)
Frankfurt-Rödelheim (niem: Bahnhof Frankfurt-Rödelheim) – stacja kolejowa we Frankfurcie nad Menem, w kraju związkowym Hesja, w Niemczech. Znajduje się w dzielnicy Rödelheim. Znajduje się na 6,6 km linii i 99,6 m nad poziomem morza. Stacja według klasyfikacji Deutsche Bahn posiada kategorię 4. Jest obsługiwana przez pociągi S-Bahn Ren-Men.